# Luisa María Narváez
Luisa María Narváez Macías, V duquesa de Valencia, II marquesa de Cartago y vizcondesa de Alíatar (Madrid, 1 de octubre de 1912-Ávila, 6 de mayo de 1983), fue una noble española descendiente del general Narváez, siete veces presidente del Consejo de Ministros de España entre 1844 y 1868 y uno de los políticos más influyentes del reinado de Isabel II.

## Biografía
María Luisa Narváez Macías nació en Madrid el 1 de octubre de 1912, hija primogénita de José María Narváez y Pérez de Guzmán, IV duque de Valencia, y María del Carmen Macías y Ramírez de Arellano. Descendiente de un hermano del general Narváez y en cuyo palacio de Ávila pasó los últimos años de su vida, fue un personaje destacado de la lucha antifranquista de los años sesenta. Pese a una primera etapa de aceptación del triunfo de Franco tras la Guerra Civil, la duquesa de Valencia demostró ampliamente su espíritu independiente y reacio a las clasificaciones, oponiéndose a este régimen en su etapa final. Dedicó todas sus energías a la lucha por el restablecimiento del orden monárquico, que para ella encarnaba la figura de don Juan de Borbón, postura que le valió el ingreso en prisión en numerosas ocasiones, lo que dio origen al mito de la Duquesa Roja.

## Avanzadillas Monárquicas
En febrero de 1948, Luisa Narváez fue a prisión, con motivo de la organización de un grupúsculo denominado Avanzadillas Monárquicas. También fue detenido el joven Carlos Méndez González, por repartir octavillas de propaganda monárquica. Lo encarcelaron en la prisión de Carabanchel, donde «fue incomunicado y privado de la medicación que necesitaba para el corazón», según relata Pedro Carvajal, hijo del conde de Fontanar, en su libro «La travesía de Don Juan» (Temas de Hoy).

## Matrimonio
Casada con Antonio Cavero y Goicoerrotea, X barón de Carondelet -padre del exministro Íñigo Cavero, hijo de un matrimonio anterior del barón-, Luisa María de Narváez se divorció a los pocos años, trasladándose los últimos de su vida al palacio de los Águila de Ávila, donde vivía rodeada de colecciones de exquisita porcelana, perros y algunas fieras amaestradas por las que sintió siempre gran interés. La duquesa cedió el palacio al Estado español a su muerte.

## Archivo

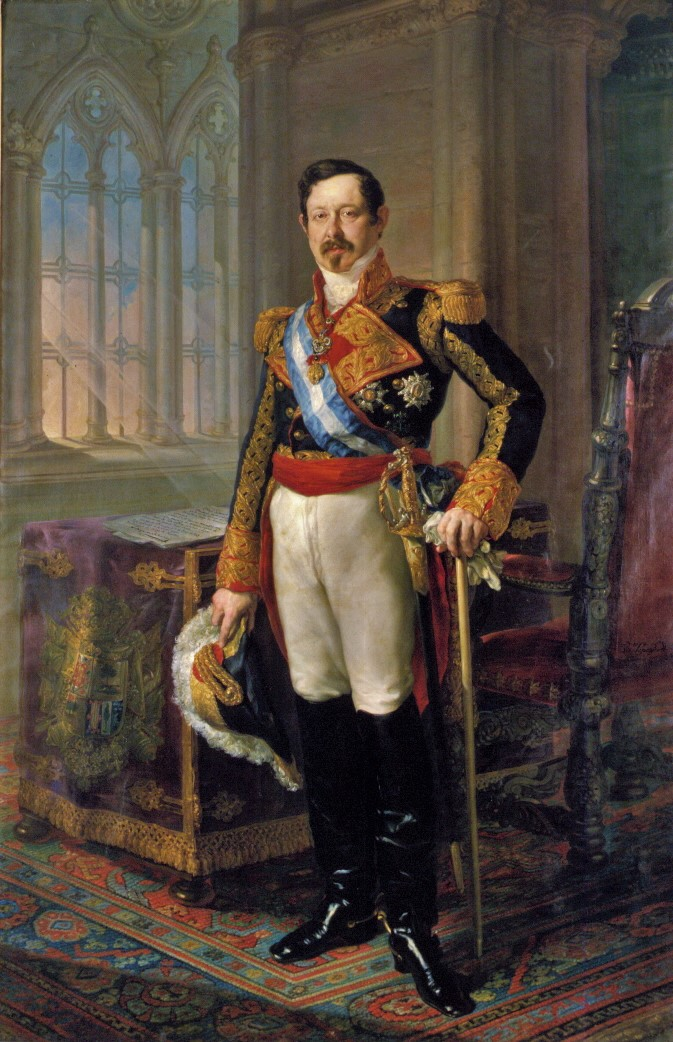
Narváez (1849), por Vicente López Portaña.

El 18 de noviembre de 1845, Isabel II premia a Narváez con el Ducado de Valencia con Grandeza de España. El archivo Narváez se disgregó cuando el embajador chileno Sergio Fernández Larraín se llevó a su país parte del mismo, entre otros importantes documentos. En 1996 el estado español recuperó comprándolo parte del mismo (70 legajos).